# Marco Pérez
Marco Pérez Sancho (* 21. März 1978 in Grabs) ist ein ehemaliger liechtensteinisch-spanischer Fussballspieler.

## Karriere
Pérez wurde als Sohn einer Spanierin und eines Slowenen, die nicht miteinander verheiratet waren, geboren. Er besitzt einen spanischen Pass, die liechtensteinische Staatsbürgerschaft hatte Pérez zu keinem Zeitpunkt.

### Verein
In seiner Jugend spielte Pérez für seinen Stammverein FC Triesen und den Hauptstadtklub FC Vaduz, bei dem er dann in den Herrenbereich befördert wurde. 1997 wechselte er zum FC Basel in den Schweizer Profifussball, wo er einige Jahre erfolgreich an der Seite von Landsmann Mario Frick spielte und sich für die liechtensteinische Fussballnationalmannschaft empfahl.
Danach verschwand Pérez immer mehr von der Profibühne und kehrte 2001 nach einer kurzen Station beim FC Wangen bei Olten zum FC Vaduz zurück, mit dem er in die Challenge League aufstieg. In der Winterpause der Saison 2006/07 schloss sich Pérez dem österreichischen Drittligisten SC Eisenstadt an. In darauffolgenden Spielzeit war er beim österreichischen Verein First Vienna FC 1894 ebenfalls in der dritthöchsten Liga aktiv und gehörte dort zu den Leistungsträgern. Im August 2008 wurde er vom Wiener Sportklub verpflichtet, mit dem er beim Wiener Stadthallenturnier 2009 den 2. Platz erreichte.
Von 2014 bis zu seinem Karriereende 2016 spielte Pérez beim ASK-BSC Bruck/Leitha in der 2. Landesliga Ost in Niederösterreich.

### Nationalmannschaft
Pérez absolvierte sein einziges Länderspiel für die liechtensteinische Fussballnationalmannschaft am 4. Juni 1996 beim 1:9 gegen Deutschland im Rahmen eines Freundschaftsspiels. Vor 26.000 Zuschauern in Mannheim konnte er den Treffer zum 1:7 für Liechtenstein erzielen.